# Erik Lyche Solheim
Erik Lyche Solheim (* 26. August 1986) ist ein ehemaliger norwegischer Skispringer.
Solheim, der seit 2003 zum Nationalkader gehörte, gab sein Debüt im Continental Cup am 13. Dezember 2003 in Lillehammer. Er beendete das Springen auf der Großschanze am Ende auf dem 30. Platz. Nach einem weiteren Continental-Cup-Springen am Folgetag legte Solheim für 2 Jahre eine internationale Pause ein und sprang erst am 5. Februar 2005 Braunlage erneut im Continental Cup. Zwischenzeitlich sprang er lediglich einmal bei einem FIS-Rennen in Rælingen, wo er den 11. Platz erreichte. 2005 wurde er mit dem Team Akershus gemeinsam mit Andreas Vilberg, Terje Hilde und Bjørn Einar Romøren Norwegischer Meister. Seit diesem Erfolg startete er weiter im Continental Cup, wo er am 14. Februar 2009 mit Platz 5 auf der Großschanze sein bestes Einzelergebnis erzielen konnte. Nach der Saison 2009/10 beendete er seine Karriere.